# Micky Hazard
Micky Hazard (Sunderland, 5 febbraio 1960) è un allenatore di calcio ed ex calciatore inglese, di ruolo centrocampista.

## Carriera
Ha vinto una Coppa UEFA con il Tottenham, giocando da titolare entrambe le partite della finale. Ha inoltre vinto 2 FA Cup consecutive, sempre con la maglia degli Spurs.

## Palmarès

### Giocatore

#### Competizioni nazionali
- Coppa d'Inghilterra: 2

Tottenham: 1980-1981, 1981-1982
- Community Shield: 1

Tottenham: 1981
- Full Members Cup: 1

Chelsea: 1985-1986
- Campionato inglese di seconda divisione: 2

Chelsea: 1988-1989
Swindon Town: 1992-1993

#### Competizioni internazionali
- Coppa UEFA: 1

Tottenham: 1983-1984